# Синій хрест (організація)
Blue Cross (Синій хрест) — неприбуткова, повністю самофінансована організація захисту тварин, яка протягом останніх 30 років спеціалізується на лікуванні та реабілітації поранених, хворих, покинутих та загублених тварин. Синій хрест не отримує урядового фінансування й існує за рахунок пожертвувань. Організація піклується про багатьох різних видів тварин, але основний акцент приходиться на собак та котів.

## Опис
Організація захисту та піклування про тварин була створена в 1897 році та мала назву «Ліга наших нерозумних друзів» (Our Dumb Friends League), яка була змінена на «Синій хрест» в 1958 році. На початку своєї діяльності організація займалася збором пожертвувань від громадськості на допомогу тваринам, що брали участь у військових діях. воєнним тваринам. Благодійна організація надала допомогу понад 300 000 тварин, включаючи коней та собак, які допомагали військам різними способами під час двох світових воєн. Надалі лунали заклики використовувати День перемир'я, щоб вшанувати не тільки загиблих та постраждалих солдат, а й тварин. тварин та солдатів, які загинули у війні. В 1948 році організація запустила національні виставки собак, щоб заохотити дітей піклуватися про своїх вихованців. В 1964 році після 13 річної кампанії по забороні уряду Ірландії проводити експорт коней "Синій хрест" досягнув цієї цілі. З 1991 року головний офіс організації було перенесено до Бурфорду, Велика Британія. Австралійське відділення "Синього хреста" вперше було відкрито в 1965 році. 